# Petites sœurs de l'Annonciation
Les Petites sœurs de l'Annonciation (en latin : Congregatio Parvarum Sororum Ab Annunciatione) forment une congrégation religieuse enseignante et hospitalière de droit pontifical.

## Histoire
En 1917, Maria Berenice Duque Heckner (1898-1993) entre chez les sœurs de la charité dominicaines de la Présentation. Avec la permission de sa supérieure et de García Benítez, archevêque de Medellín, elle fonde les petites sœurs de l'Annonciation le 14 mai 1943 à Medellín dans le but d'aider les marginalisés et d'évangéliser les milieux périphériques.
Le 3 octobre 1950, la communauté est reconnue comme union pieuse par l'archevêque de Medellín qui l'érige ensuite le 2 juillet 1953 en congrégation de droit diocésain. Le 23 octobre 1953, Maria Berenice revêt l'habit et prononce ses vœux perpétuels comme petite sœur de l'Annonciation. Le 5 août 1954, elle obtient du Saint-Siège d'avoir l'adoration perpétuelle. 
L'institut reçoit le décret de louange le 25 mars 1958.

## Activités et diffusion
Les sœurs se consacrent à l'apostolat dans les écoles, dans les centres de vocation et aux missions.
Elles sont présentes en:
- Europe : Espagne, France, Italie.
- Amérique du Nord : États-Unis, Mexique.
- Amérique centrale : Nicaragua, Panama.
- Amérique du Sud : Colombie, Chili, Équateur, Pérou, Uruguay, Venezuela.
- Afrique : Côte d'Ivoire.
- Asie : Philippines.

La maison-mère est près de Bogotà.
En 2017, la congrégation comptait 524 sœurs dans 122 maisons.